# Штёкгардт, Юлиус-Адольф
Юлиус Адольф Штёкгардт (нем. Julius Adolph Stöckhardt; 4 января 1809, Мейсен, королевство Саксония, — 1 июня 1886, Тарандт, Германская империя) — немецкий химик и агрохимик, преподаватель.

## Биография
Родился в уважаемой и образованной семье. В 1824—1828 годах изучал фармацевтику в городе Бад-Либенверда, затем продолжил изучение фармацевтики и естественных наук в берлинском университете. В 1833 году сдал квалификационный экзамен и получил ранг королевского фармацевта Пруссии 1-го класса. После этого некоторое время провёл в поездках по Европе, в 1835 году поступил на работу в лабораторию минеральных вод в Дрездене. В 1837 году получил степень доктора философии в Лейпцигском университете. В середине 1838 года начал преподавать естествознание в Королевской ремесленной школе в Хемнице. Во время работы здесь составил в 1843 году курс «химических лекций» для местных фермеров, получивший очень высокую оценку.
В 1847 году стал профессором агрикультурной химии и сельскохозяйственной техники в недавно на тот момент основанной Академии фермерского и лесного хозяйства в Таранде; в этом учебном заведении он преподавал 36 лет, до выхода в отставку в 1883 году. Его усилиями при этой академии были созданы первая в Саксонии лаборатория агрохимии и институт агрикультурно-химических опытных станций, где местные фермеры могли получать бесплатно консультации, а также образцы почвы, семян и кормов. С 1850 по 1854 год Штёкгардт написал множество статей для фермерского издания «Zeitschrift für deutsche Landwirthe». С 1857 по 1859 год был депутатом саксонского парламента.
Главные работы:
- «Schule der Chemie» (Брауншвейг, 1846; 19-е издание — 1881);
- «Chemische Feldpredigten für deutsche Landwirte» (Лейпциг, 1851; 4-е издание — 1857);
- «Guanobüchlein» (там же, 4-е издание — 1856).
- Julius Adolph Stöckhardt. The Principles of Chemistry: Illustrated by Simple Experiments (англ.). — Boston: Phillips, Sampson, and Company; New york: J. C. Derby, 1855..